# Wilhelm von Nathusius (Zoologe)

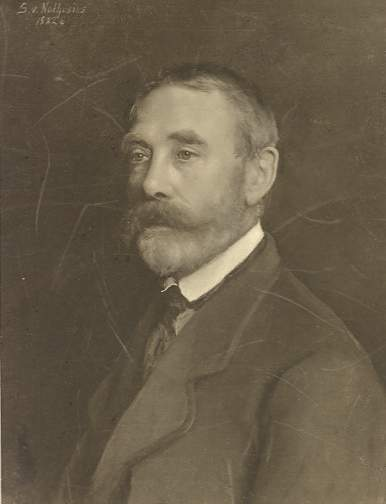
Wilhelm Engelhard von Nathusius (1821–1899)

Wilhelm Engelhard Nathusius, seit 1861 von Nathusius, (* 27. Juni 1821 in Hundisburg; † 25. Dezember 1899 in Halle an der Saale war Landwirt und Mitglied des preußischen Abgeordnetenhauses. Außerdem war er ein Tierwissenschaftler und bekannter Oologe seiner Zeit.

## Leben
Wilhelm von Nathusius war das sechste von acht Kindern des Industriellen und Großgrundbesitzers Johann Gottlob Nathusius. Die Vorfahren der Familie Nathusius waren in der Ober- und Niederlausitz beheimatet.
Seine Mutter war Luise, geborene Engelhard (1787–1875), eine Tochter Philipp Engelhards (1753–1818), eines Kriegsrates in Kassel und der Dichterin Philippine Engelhard, geborene Gatterer. Nathusius’ Urgroßvater war somit der Universalgelehrte und Historiker Johann Christoph Gatterer.
Unter Nathusius’ Geschwistern waren die Züchter und Politiker Hermann von Nathusius und Heinrich von Nathusius, Philipp von Nathusius, Gründer der Neinstedter Anstalten und Ehemann der Schriftstellerin Marie Nathusius, der Landwirt und Tierzüchter August von Nathusius sowie die Gründerin des Elisabethstiftes in Neinstedt, Johanne Nathusius.

### Kindheit und Jugend
Nathusius wurde auf dem väterlichen Hundisburger Schloss geboren, verbrachte seine Kindheit aber auf dem Nachbargut Althaldensleben, da seine Eltern es vorzogen, ab Anfang der 1820er Jahre dort zu wohnen. Er erhielt, wie seine Geschwister, Unterricht durch den Hauslehrer Julius Carl Elster (1803–1881). In die Exaktheit naturwissenschaftlichen Arbeitens führte ihn sein zwölf Jahre älterer Bruder Hermann ein.

### Ausbildung
Da Nathusius’ Vater bestimmt hatte, dass er die familieneigenen Porzellan- und Steingutfabriken übernehmen sollte, wurde er dort bereits ab dem 14. Lebensjahr mit Verwaltungsaufgaben betraut – unter Anleitung des französischen Porzellanspezialisten Alexandre Brongniart. 1838 reiste Nathusius nach Paris, um dort bei dem bekannten Professor Jean-Baptiste Dumas Chemie zu studieren – ebenfalls zur Vorbereitung auf die geplante spätere Leitung der beiden Fabriken. Unterbrochen durch Ableistung der Militärpflicht bei den Garde-Ulanen in Berlin im Jahr 1840 (späterer Dienstgrad: Rittmeister a. D.) setzte er ab 1841 seine Chemie-Studien in Berlin fort. Da ihm die väterliche Porzellanfabrik wegen zunehmender Konkurrenz nicht überlebensfähig erschien, entschloss Nathusius sich allerdings bald, sich fortan der Landwirtschaft zu widmen.

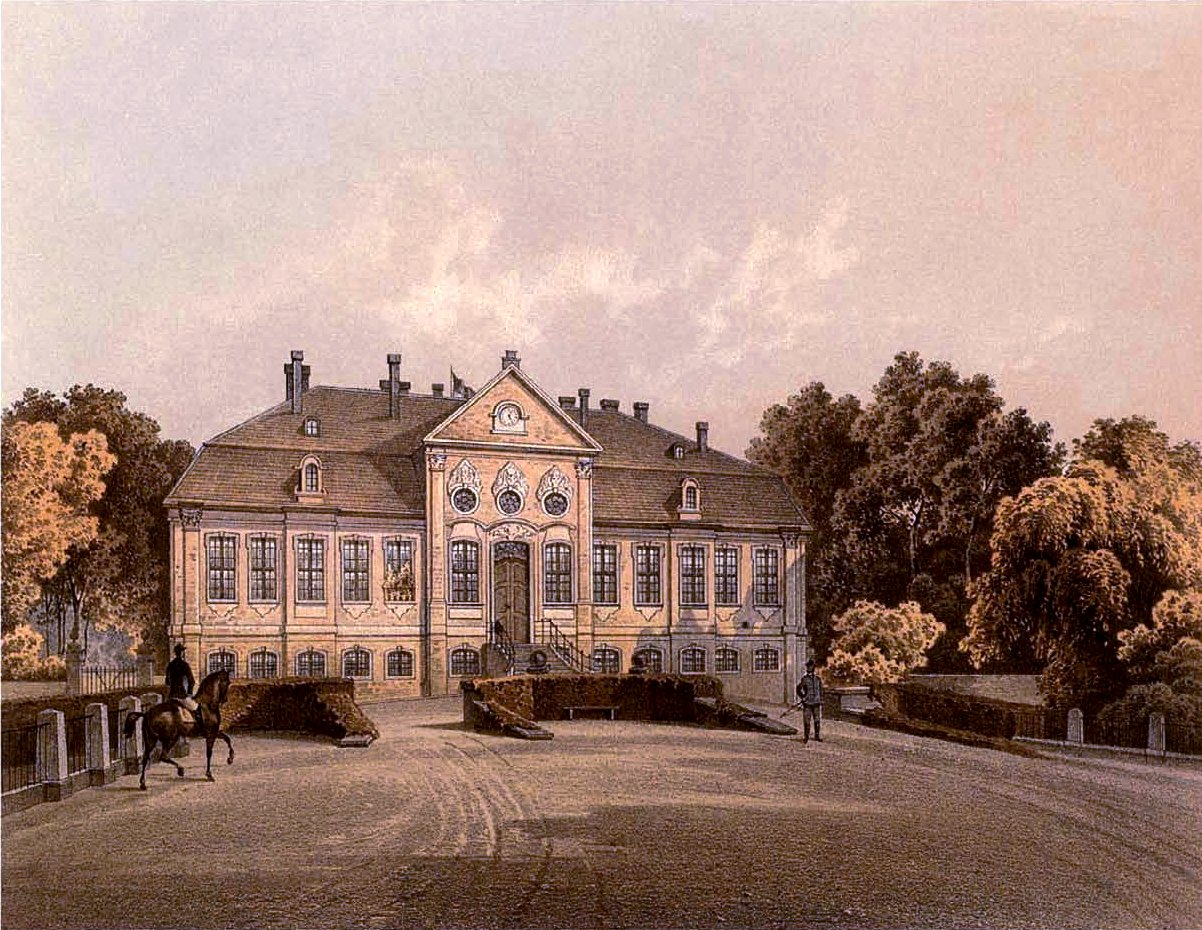
Das Königsborner Schloss im 19. Jahrhundert von der Hofseite (Osten). Anfang des 20. Jahrhunderts wurde an Stelle der ursprünglich vorhandenen, geraden Freitreppe eine quadratische Eingangshalle errichtet.

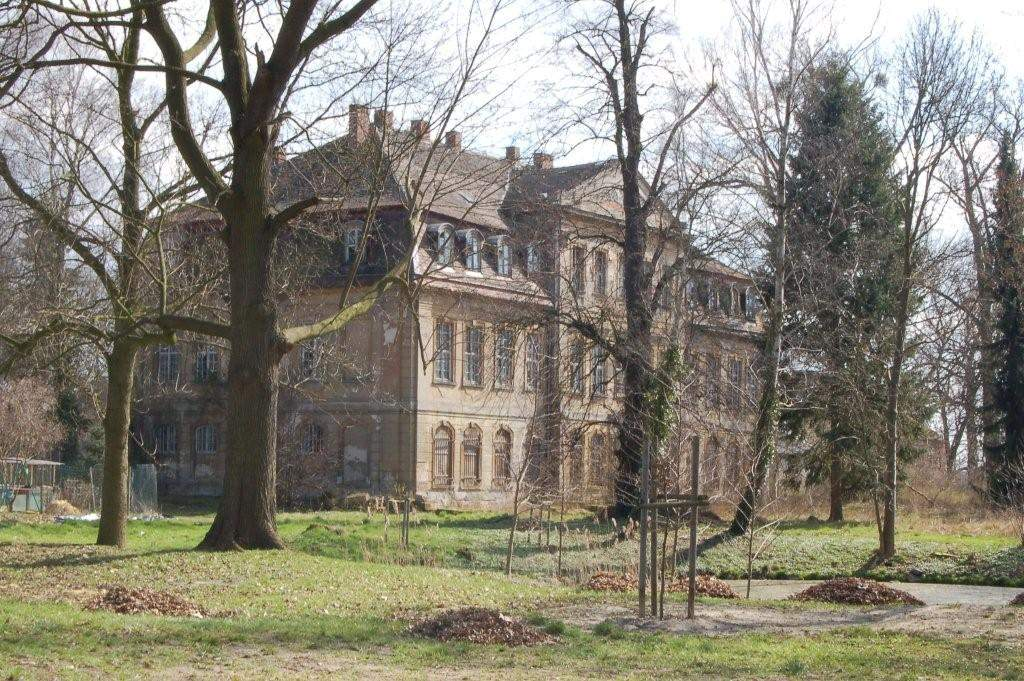
Schloss von der Gartenseite (Westen) im April 2009

### Königsborn
Das Schloss und Gut in Königsborn bei Magdeburg, ein Rokokobau des 18. Jahrhunderts, errichtet vom reichen Magdeburger Kaufmann und Kriegsrat Christoph Goßler, war im Jahr 1834 von Johann Gottlob Nathusius gekauft worden. Der Besitz umfasste das Königsborner Rittergut (das vermutlich auf ein Klostergut des Magdeburger Klosters Unser Lieben Frauen im 13. Jahrhundert zurückgeht) sowie ein Vorwerk in Wahlitz (bei Menz), einem eigenständigen Gutsbetrieb. Bis zur Übernahme durch Wilhelm von Nathusius waren beide Güter verpachtet.

#### Schlossbesitzer und Gutsherr
Nach dem Tod des Vaters, dem Erreichen der Volljährigkeit und der folgenden, komplizierten Erbteilung übernahm Wilhelm von Nathusius 1843 den Königsborner Besitz. Das bisher mit dem Gut verbundene Patrimonialgericht übertrag er 1835 an den preußischen Staat, der es dem Land- und Stadtgericht Gommern angliederte. Unter ihm erfolgte zunächst die Renovierung und ein teilweiser Umbau des Schlosses, die dem gesamten Königsborner Ensemble (Gutshof und Schloss) eine bau- und kunstgeschichtliche Bedeutung gab. Von 1844 bis zum Verkauf des Königsborner Besitzes 1889 lebte Nathusius dort und beherbergte stets viele Gäste.
In die Jahre 1846/1847 fällt auch ein längerer Besuch des damals politisch verfolgten Dichters August Heinrich Hoffmann von Fallersleben, der auf Einladung von Nathusius’ (den er über dessen Bruder Philipp kannte) erfolgte. Hoffmann von Fallersleben verliebte sich im Nathusius’schen Schloss in eine Jugendfreundin der Hausfrau, Elvira Detroit. In Folge entstand ein Briefwechsel zwischen Detroit und dem Dichter, der Hoffmanns Wunsch zeigt, sein unstetes Leben in Deutschland aufzugeben und nach Texas auszuwandern. Detroit hielt ihn davon ab. Hoffmann von Fallersleben verfasste in Königsborn auch einige Gedichte, darunter „Elschen“.
Zusammen mit seiner Frau Marie wandte Nathusius sich in den Königsborner Jahren einer stark pietistischen Glaubensrichtung zu, die Ausdruck in karitativen Tätigkeiten für Dorfbewohner und Gutsarbeiter fand. Der Wohnstandard der Arbeiter wurde verbessert, ein Rettungshaus für Kinder und Ältere wurde gegründet, und eine Schule errichtet.

#### Landwirt und Züchter
Das Königsborner Gut umfasste rund 500 Hektar Landwirtschaft, etwa genauso groß war das Vorwerk in Wahlitz, das vor allem als Weideland genutzt wurde. Die beiden Güter führte Nathusius mit Unterstützung von Administratoren rund 40 Jahre, wobei er neben der praktischen Arbeit durch wissenschaftliche Untersuchungen und deren Veröffentlichungen die Entwicklung der Landwirtschaft seiner Zeit entscheidend mit beeinflusst hat. Als vielseitig interessierter und engagierter Landwirt spiegeln sich in seinen Veröffentlichungen die Breite seiner Tätigkeiten, die neue Anbauarten (Mais, Topinambur, Lupinen, Futterrüben), die Guano- und Gründüngung oder die Drainage betreffen.
Weiterhin berichtete Nathusius zu Einsatzergebnissen neuer Maschinen, besonders über den Betrieb des ersten Dampfpfluges Preußens, der auf Königsborn 1863/64 eingesetzt und getestet wurde. Auch veröffentlichte er über seine Erfahrungen in der Tierzucht, hier besonders die schweren „Schrittpferde“ betreffend. Den Körordnungen, der Rennprüfung und verschiedenen Pferdekrankheiten widmete er Veröffentlichungen.
Untersuchungen an Trichinen führten ihn bereits 1863 ans Mikroskop. Die Wolle der Schafe und ihre Eigenschaften behandelte Nathusius dabei grundlegend; das bekannteste Werk über diese Untersuchungen ist Das Wollhaar des Schafes in histologischer und technischer Beziehung von 1865. Schließlich beschäftigte er sich mit Milchkühen, Tierseuchen und ihrer Bekämpfung.

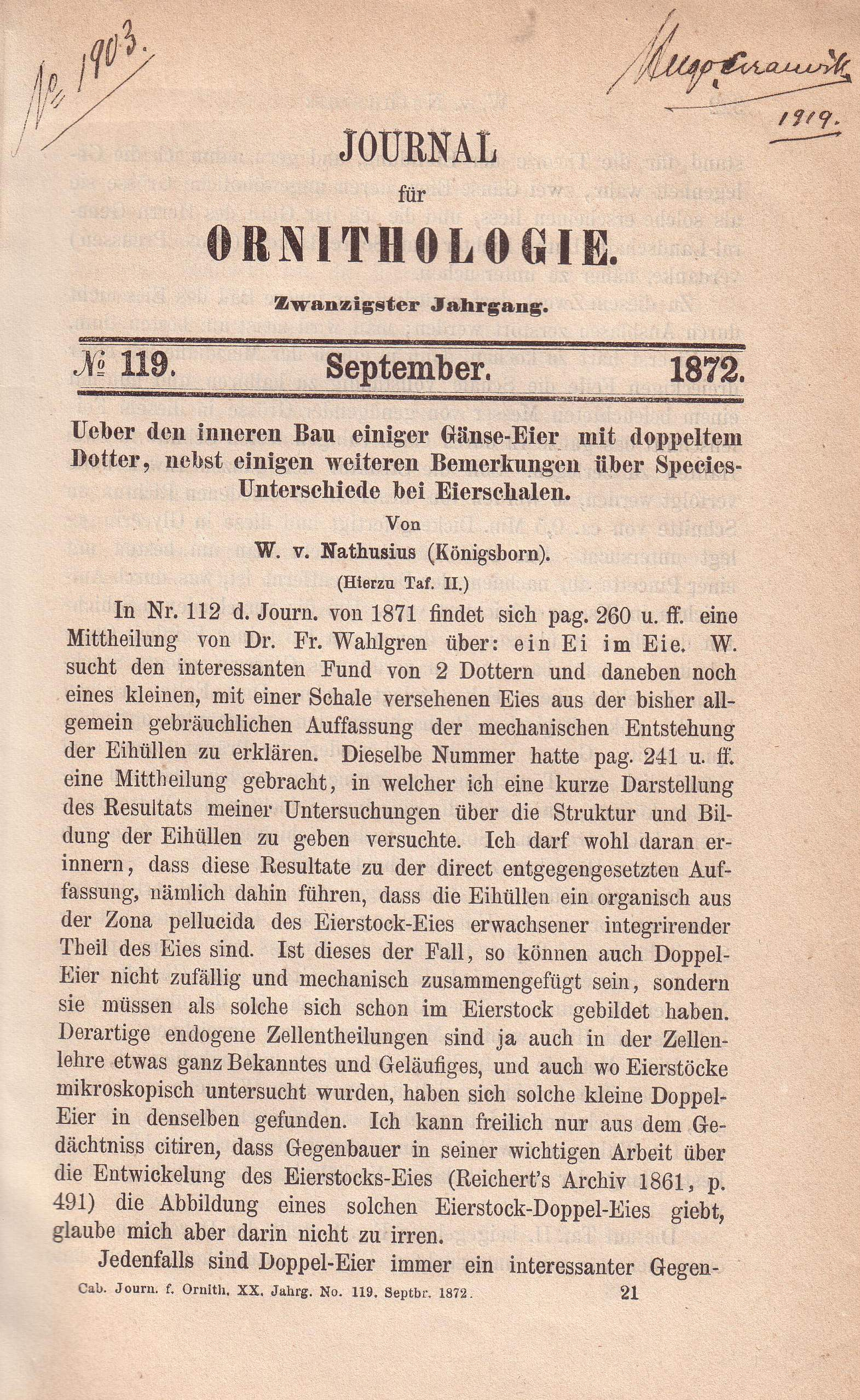
Journal für Ornithologie vom September 1872 mit einem Beitrag von Wilhelm Engelhard von Nathusius

### Oologe
Auch wenn Nathusius sich vor allem für Verbesserungen in Tierzucht und Landwirtschaft engagierte, gehörte seine besondere Leidenschaft der Oologie, einer damals in den Anfängen steckenden Wissenschaft. Die Lehre über die Eierschalen wurde lange Zeit von der Ornithologie nicht ernst genommen, und erst nachdem sie der Ornithologie besonders bei der Erstellung von Systematiken wichtige Hinweise liefern konnte, wurde sie als vollberechtigte Teilwissenschaft der Vogelkunde anerkannt.
Nathusius veröffentlichte 1868 seinen ersten Untersuchungsbericht (in der Zeitschrift für die gesammten Naturwissenschaften) und gehört damit zu den Pionieren der wissenschaftlichen Oologie. Obwohl es zu seiner Zeit noch schwierig war, in den ornithologischen Fachmagazinen Artikel (vor allem solche mit erklärenden Zeichnungen) zu oologischen Themen zu veröffentlichen konnte er bis zu seinem Tode mehr als 30 oologische Artikel – zumeist im heute noch existierenden Journal für Ornithologie – publizieren. 1868 schlug er auch vor, Eierschalenstrukturen chemisch zu untersuchen, 1871 umfasste seine Sammlung bereits 60 Spezies mit rund 600 Einheiten. 1884 berichtete er über Versuche mit polarisiertem Licht.
Später schenkte Nathusius Sammlungen zu Eierschalen des Straußes den damaligen K.k. Hof-Naturalienkabinetten in Wien und dem Kaiserlich Zoologischen Museum in Berlin.

#### Paläo-Oologie
Nathusius war Mitbegründer der Paläo-Oologie, einem Teilgebiet der Oologie, die durch den Vergleich fossiler und heutiger Eierstrukturen Rückschlüsse auf Entwicklungen und Verwandtschaften ermöglicht. Er unterschied dabei auf Basis der Vogel-Klassifikation des ebenfalls in Halle wirkenden Paläontologen Christoph Gottfried Giebel.

#### Kontroversen
Nathusius war beim Vorstellen seiner Untersuchungsergebnisse und in der Korrespondenz mit anderen Wissenschaftlern stets ein höflicher und anerkennender Kollege. Sobald er jedoch ihm falsch erscheinende Theorien erkannte, setzte er sich in seinen Veröffentlichungen offen kritisch mit ihnen auseinander. Im Laufe der Jahre vertrat er dabei einige Positionen, die sich im Nachhinein als falsch herausstellten.
In seinen Untersuchungen über nichtzelluläre Organismen, namentlich Krustazeenpanzer, Molluskenschalen und Eihüllen von 1877 sah er die zeitgenössische Zellentheorie widerlegt. Sein Widerstand gegen diese sich später endgültig durchsetzende Fundamentalerkenntnis der Biologie erschwerte ihm nach seiner Ansicht teilweise die Möglichkeit, zu veröffentlichen. Auch mit seiner Opposition zu den zeitgenössisch verbreiteten Ansichten des Monismus schaffte er sich Gegner.
Ebenso war er – wie sein in Hundisburg wirkender Bruder Hermann – ein bekennender „Anti-Darwinist“. Der bekannte Ornithologe Erwin Stresemann bezeichnet ihn in seinem Werk Die Entwicklung der Ornithologie von Aristoteles bis zur Gegenwart sogar als einen besonders eifrigen Gegner Darwins unter den Ornithologen.

### Öffentliche Ämter
Neben seiner wissenschaftlichen Arbeit bemühte Nathusius sich stets, Erkenntnisse in die Praxis umzusetzen. So war er Mitglied im Landwirthschaftlichen Central-Verein der Provinz Sachsen, wo er in der Wissenschaftlichen Deputation sowie in der Central-Deputation zur Förderung der Pferdezucht seine Erfahrungen aus Studien an Pferden einbrachte. Außerdem war er ab 1869 für ununterbrochene 26 Jahre der Direktor des Vereins – bis zu dessen Umwandlung in die Provinzial-Sächsische Landwirtschaftskammer im Jahr 1896.
Nathusius wurde 1852 in das Königlich-preußische Landes-Oekonomie-Collegium berufen. Er übte diese Funktion bis 1878 aus. Seit Gründung der Deutschen Landwirtschafts-Gesellschaft gehörte er auch dieser an. Ab 1890 war er Mitglied des Verwaltungsrates der DLG. Nathusius war Mitglied im Verein zur Anschaffung edler Halbblutstuten und gemeinsam mit seinem Bruder Hermann bemühte er sich um die Herstellung von Anschauungsmaterial für Tierzüchter der Region.
Für seine Verdienste um die Landwirtschaft wurde er zum Landesökonomierat ernannt. Außerdem war er Geheimer Regierungsrat. Nathusius gehörte dem Provinzial-Landtag an. Von 1855 bis 1859 vertrat er den Kreis Jerichow als Abgeordneter im Preußischen Abgeordnetenhaus. Hier gehörte er der Fraktion der Konservativen Partei um die Brüder Ludwig Friedrich Leopold von Gerlach und Ernst Ludwig von Gerlach an.
Für seine Leistungen wurde er am 18. Oktober 1861 in den preußischen Adelsstand erhoben.
Lange Jahre war er Deichhauptmann in seinen Heimatbezirk. Bereits seit 1877 stand Nathusius dem von ihm gegründeten Knaben-Rettungshaus in Königsborn (nach dem Verkauf von Königsborn wurde es nach Wahlitz verlegt) vor. Im Jahr 1884 übernahm er nach dem Tode seines Bruders August auch noch die Funktion des Vorstandsvorsitzenden der Neinstedter Anstalten.

### Lebensabend
Da er durch die Leitung seiner beiden Güter seinen wissenschaftlichen Studien nicht im gewünschten Maße nachgehen konnte, verkaufte Nathusius 1889 Schloss und Gut Königsborn und übergab des Gut Wahlitz an seinen ältesten Sohn (Hubertus Engelhard von Nathusius, 1852–1931). Er selbst zog nach Halle/Saale, wo er noch zehn Jahre lang ein seinen wissenschaftlichen Studien und schriftstellerischen Arbeiten gewidmetes Leben führte. Er förderte die Versuchsstation der landwirtschaftlichen Lehranstalt der Universität Halle und beteiligte sich an deren Untersuchungen. Nathusius starb 1899 in Halle und wurde auf dem von ihm gestifteten Friedhof in Menz an der Seite seiner bereits 21 Jahre früher gestorbenen Frau beigesetzt. Später wurde sein Grabstein auf dem Familienfriedhof in Althaldensleben aufgestellt. In vielen Nachrufen wurde seine Lebensleistung gewürdigt.

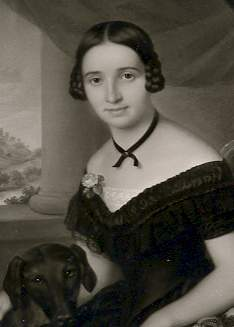
Bild der Marie Johanne von Meibom während der Verlobungszeit mit Wilhelm Engelhard von Nathusius

## Familie
Am 6. Juni 1844 heiratete Nathusius in Magdeburg Marie Johanne von Meibom (1820–1878), eine Tochter des preußischen Majors a. D. Friedrich-Wilhelm von Meibom (Ballenstedt) und seiner Frau Friederike, geborene von Leckeny. Das Paar hatte sechs Kinder, darunter die Schriftstellerin Elsbeth von Nathusius, die Portraitmalerin Susanne Philippine (1850–1929), den bereits genannten Hubertus Engelhard von Nathusius und den späteren Generalmajor Wilhelm Engelhard von Nathusius.
Ein Enkel Nathusius’ war Wilhelm Gottlob von Nathusius und ein Großneffe war Gottlob Karl von Nathusius, der ebenfalls auf dem Gebiet der Ornithologie bekannt wurde.

## Werke (Auswahl)
- Über Grundsteuer. Denkschrift, F. Heinicke, Berlin 1859.
- Tagebuch über die Versuche mit dem Fowlerschen Dampfpflug. In: Zeitschrift des landwirtschaftlichen Central-Vereins der Provinz Sachsen. Band 21, 1864, S. 178–181.
- Ueber die Eischalen von Aeptornis, Dinornis, Apteryx und einigen Crypturiden.
- Bemerkungen über die Gestalt und die Dimensionen des Wollhaares der Schafe und die Methoden sie zu bestimmen nebst einem Nachtrag über Wollgewicht. Hendel, Halle 1864.
- Das Wollhaar des Schafes in histologischer und technischer Beziehung, mit vergleichender Berücksichtigung anderer Haare und der Haut. Wiegandt und Hempel, Berlin 1865.
- Wandtafeln für den naturwissenschaftlichen Unterricht. 2 Tafeln, 1871.
- Wollkunde, Wandtafeln für den naturwissenschaftlichen Unterricht mit speciellen Berücksichtigungen der Landwirtschaft. 1873.
- Über die Verwertung der Wolle nach geschehener Fabrikwäsche. Verlag der Buchhandlung des Waisenhauses, Halle 1874.
- Untersuchungen über nichtcelluläre Organismen, namentlich Krustaceenpanzer, Molluskenschalen und Eihüllen. Wiegandt, Hempel & Parey, Berlin 1877, doi:10.5962/bhl.title.11412
- Ueber die Hüllen, welche den Dotter des Vogeleies umgeben, und Nachträge.
- Die prohibitiven Körordnungen, ihre gesetzliche Zulässigkeit u. wirthschaftliche Bedeutung. Parey, Berlin 1881.
- Ueber die Bedeutung von Gewichtsbestimmungen und Messungen der Dicke bei den Schaalen von Vogel-Eiern. In: Journal für die Ornithologie. Jahrgang 30, Nr. 2, 1882.
- Die landwirthschaftlichen Verhältnisse in der Umgegend. In: Festschrift für die Theilnehmer der 57. Versammlung deutscher Naturforscher und Ärzte in Magdeburg. Magdeburg 1884.
- Johanne Philippine Nathusius, Aus ihrem Leben mitgetheilt. Wagner, Quedlinburg 1885.
- Untersuchungen über Harting’sche Körperchen. 1889.
- Abhandlungen über die Bildung der Eier der Vögel und Reptilen. Leipzig 1889–1892.
- Die Vorgänge der Vererbung bei Haustieren. Paul Parey, Berlin 1891.
- Die Entwicklung von Schale und Schalenhaut des Hühnereies im Oviduct. 1893.
- Über Strukturverhältnisse von Wollhaaren mit Anknüpfung an die Kohlschmidt’sche Erörterung der Breslauer Probeschur und die Letztere selbst. 1893.
- Über Haar-Formen und -Farben von Equiden als Kriterien der Vererbung, namentlich bei Bastarden. Sonderabdruck aus: Landwirtschaftliche Jahrbücher. Paul Parey, Berlin 1897, S. 318 ff.

Übersetzungen
- Pamphlets on birds’ eggs. 1882–1895
- Wilhelm von Nathusius, 1821–1899, On avian eggshells. A translated and edited version of his work by Cyril Tyler: The University Reading. Reading (England) 1964.